# Nimborou
Nimborou est une localité située dans le département de Kaïn de la province du Yatenga dans la région Nord au Burkina Faso. 

## Géographie
Nimborou est historiquement rattaché à la localité de Kaïn-Ouro.

## Santé et éducation
Le centre de soins le plus proche de Mougounougoboko est le centre de santé et de promotion sociale (CSPS) de Kaïn tandis que le centre hospitalier régional (CHR) se trouve à Ouahigouya.
Le village ne possède pas d'école primaire, les élèves devant se rendre à Kaïn-Ouro.